# 乞食学生 (小説)
「乞食学生」（こじきがくせい）は、太宰治の小説。

## 概要
| 初出     | 『若草』1940年（昭和16年）7月号～12月号    |
| 単行本   | 『東京八景』（実業之日本社、1941年5月3日） |
| 執筆時期 | 1940年10月23、24日頃完成（推定）           |
| 原稿用紙 | 93枚                                       |

本作品で引用されているフランソワ・ヴィヨンの詩は、佐藤輝夫訳『大遺言書』（弘文堂書房、1940年3月1日）の訳文を太宰が書き改めたものである。なおこれに関しては、妻の美知子が次のような証言を残している。
「ヴイヨンの詩は、以前の作『乞食学生』にも、引用してゐますが、金木に居るころも、ヴイヨンの大遺言書を読んでゐました。（中略） 十三年の秋、結婚前に、私は、彼にフランソフ・ヴイヨンにたとへた詩のやうな拙いものを捧げたことがございました。太宰は『ヴイヨンの妻に』と題した本を送つてくれました。けれどもこんな事は、気障らしく、二人の間でその後語り合つた事も無く、まして、この作品（注・『ヴィヨンの妻』）と何の関係もないことでございませう」
また、語り手が歌う『アルト・ハイデルベルク』の歌は、番匠谷英一訳『アルト ハイデルベルク』（岩波文庫、1935年3月30日）に拠っている。

## あらすじ
「私」はその日も、自分の見事な一篇の醜作を三鷹駅の前のポストに投函し、急に生きていることがいやになり、玉川上水の土手のほうへ歩いていった。4月半ばで、両岸の桜はもう葉桜となり青葉のトンネルのようであった。
すぐ足もとで人喰い川を真っ白い全裸の少年が泳いでいる。人命救助のために一直線に走るも、少年はいつの間にか草原の中に仰向けで寝ており、「私」は彼の腹部を知らずに足で踏みつけていた。
「私」は井の頭公園の池のほとりの茶店に少年を連れて行く。「おしるこ二つ」と「私」が頼むと、少年はあぐらをかいて「親子どんぶりがあるかね？」と言った。老婆に親子どんぶりの値段を尋ねると50銭という返事。「私」の袂には50銭紙幣一枚しかなかったが、これは先刻家を出る時、散髪せよと家の者に言われて手渡されたものであった。
少年の名前は佐伯五一郎。高等学校入学後は、郷土の先輩の葉山という代議士に金銭面で世話になっているという。葉山の娘が北海道旅行で撮影した16ミリフィルムが、今夜彼のサロンで公開されることになっており、佐伯はそこで映画の弁士をつとめることになっているという。「私」は代わりに弁士をやってもいいと言い出し、学校の制服制帽を借りるため吉祥寺駅から帝都電鉄に乗り、佐伯の友人・熊本君の住む渋谷へ向かう。「私」は熊本君の制服制帽に着替え、三人で食堂に入る。
「なるべくなら僕は、清潔な、強い、明るい、なんてそんな形容詞を使いたくないんだ。自分のからだに傷をつけて、そこから噴き出た言葉だけで言いたい。下手くそでもいい、自分の血肉を削った言葉だけを、どもりながら言いたい」
「私」が言うと、熊本君はさかんに拍手した。佐伯は立ったまま、にやにや笑っている。